# Xenolytus
Xenolytus is een geslacht van insecten uit de orde vliesvleugeligen (Hymenoptera) en de familie Ichneumonidae.

## Soorten
- X. asemus (Tosquinet, 1903)
- X. bitinctus (Gmelin, 1790)
- X. brunnipes Townes, 1983
- X. cubiceps Townes, 1983
- X. fuscicornis Townes, 1983
- X. minor Townes, 1983
- X. obsoletus Townes, 1983
- X. reflexus Townes, 1983
- X. rufigaster Townes, 1983
- X. rugatus Townes, 1983
- X. stenus Townes, 1983
- X. striatus Townes, 1983
- X. substriatus Townes, 1983
- X. temporalis Townes, 1983
- X. transversus Townes, 1983